# Birdboy
Birdboy (2010) és un curtmetratge d'animació dirigit per Alberto Vázquez i Pedro Rivero basat en la novel·la gràfica de Vázquez, Psiconautas (2007) i produït per UniKo, Abrakam Studio, Postoma Studio i Cinemar films.

## Sinopsi
El curtmetratge narra la història de dos personatges, Dinki i el propi Birdboy, units tots dos per la fatalitat de les seves vides.
La petita Dinki gaudia d'una feliç infància; acudia diàriament a l'escola i mantenia una bona relació amb els seus pares. Però un dia aquesta felicitat es veu truncada per un fatal accident industrial a la fàbrica en la qual el seu pare treballava. Aquest accident suposa la pèrdua de la seva figura paterna i, en certa manera, de la felicitat i el sentit de la seva vida.
D'altra banda, Birdboy era un petit noi ocell aïllat de la societat i temorós de tirar-se a volar. Mantenia una certa relació amb Dinki ja que acudien a la mateixa escola.
Amb l'accident, la població de la ciutat en la qual viuen es veu delmada. Dinki fuig de la seva realitat i cerca ocultar el seu dolor sota una màscara i el seu cinisme, tractant d'esborrar els records de la seva infància. Per part seva, Birdboy s'havia sumit en la perillosa espiral de la drogoaddicció, buscant en ella fugir del rebuig que la societat sent cap a ell.
Tots dos es troben en un món en el qual sobreviuen tractant d'alienar-se de la seva dolorosa realitat, i acaben fent de les seves ànsies de fuita i la seva necessitat de suport l'excusa perfecta per a unir les seves vides.

## Premis
- Goya al millor curtmetratge d'animació[3]
- Hugo de Plata al millor curt d'animació al Festival Internacional de Cinema de Chicago.[4]